# Генеральный директорат государственной безопасности (Никарагуа)
Это статья о никарагуанской спецслужбе. О французской спецслужбе см. статью Генеральный директорат внешней безопасности
Генеральный директорат государственной безопасности (исп. Dirección General de Seguridad del Estado; DGSE) — никарагуанская спецслужба периода сандинисткого правления 1980-х годов. Занимался разведкой, контрразведкой, политическим сыском и тайными спецоперациями. Являлся инструментом партийного режима СФНО, играл важную роль в гражданской войне и политических репрессиях. После смены власти в Никарагуа в 1990 году преобразован в Директорат оборонной информации.

## Сандинистская госбезопасность
Первые месяцы после победы Сандинистской революции в Никарагуа сохранялся определённый политический плюрализм. В Правительственную хунту национальной реконструкции входили такие деятели, как Виолетта Барриос де Чаморро, Альфонсо Робело, Бернардино Лариос, Артуро Крус. Однако режим быстро ужесточался, особенно с осени 1980, когда СФНО был преобразован в правящую партию с марксистской идеологией. Сандинистское правительство явно взяло ориентацию на СССР и Кубу. Власть сосредоточилась в руках партийной верхушки во главе с Даниэлем Ортегой. Для подавления оппозиции и нейтрализации общественного недовольства правительству режиму требовалась профильная спецслужба.
Карательный аппарат СФНО возглавили сандинистские ветераны-боевики Томас Борхе и Ленин Серна. Политически они принадлежали к радикальному прокоммунистическому крылу сандинизма. Борхе занял пост министра внутренних дел (MINT), Серна возглавил в MINT «отдел разведки», вскоре преобразованный в Генеральный директорат государственной безопасности — Dirección General de Seguridad del Estado (DGSE). По словам Серны, репрессии начались «немедленно после победы в середине июля 1979». При этом объектами преследований были не только функционеры режима Сомосы и правые оппозиционеры, но также левые радикалы и даже коммунисты антисоветского толка.
DGSE получил от MINT и партийного руководства полномочия на аресты и содержание под стражей без санкции судебных органов и без предъявления обвинения. Фактически санкционировались и внесудебные физические ликвидации, требовавшие согласования только с политическим руководством. Крупнейшей акцией DGSE раннесандинистского периода стало убийство лидера предпринимательских объединений UPANIC и COSEP Хорхе Саласара 17 ноября 1980. Этой акцией фактически был заявлен принципиальный курс на репрессивное подавление политических противников.
Штатный оперативный аппарат DGSE насчитывал, по разным данным, от 1,5 тысячи до 3 тысяч человек. Сеть осведомителей доходила, по некоторым подсчётам, до 100—200 тысяч. Последние цифры представляются сомнительными, учитывая, что население Никарагуа в тот период не достигала 3,5 млн, но, возможно, в эту категорию автоматически зачислялись члены сандинистских общественных организаций. В сандинистской армии был введён институт «политических офицеров» для контроля над командованием и проведения партийно-политических установок.

## Иностранные партнёры
Большинство офицеров DGSE прошли обучение и инструктаж в спецслужбах государств «соцлагеря». Тесные оперативные связи поддерживались с кубинской ДГИ, советским КГБ, восточногерманской Штази, болгарским КДС, чехословацкой StB. В апреле 1980 Борхе посетил Советский Союз, Болгарию и Чехословакию, где провёл соответствующие переговоры. Связь с ведомствами Борхе и Серны поддерживал Эрих Мильке. С кубинской стороны никарагуанскую спецслужбу курировал Ренан Монтеро.
12 мая 1980 в столице ГДР по инициативе Мильке и с санкции Андропова прошло специальное совещание по вопросу о содействии в создании органов безопасности сандинистского правительства.

Все мы обязаны принять участие в помощи никарагуанской революции. Соединённые Штаты не согласятся, чтобы революционные изменения подорвали их сферу влияния. Они будут пытаться дестабилизировать революцию, мобилизуют все противостоящие силы. Поэтому наши консультации чрезвычайно важны.

Яков Медяник, заместитель начальника Первого главного управления КГБ СССР

## Репрессивный орган
Главной задачей DGSE была борьба против движения Контрас во всех его проявлениях. Однако функции спецслужбы этим не ограничивались. Не меньшее значение придавалось подавлению невооружённой оппозиции. Ленин Серна держал на личном контроле операции по дискредитации авторитетных католических священников. Совместно со Штази контролировались деятели оппозиционных партий, прежде всего Социал-христианской, и предпринимательских объединений. Жёстко велись преследования индейцев мискито на Атлантическом побережье. Количество политзаключённых к середине 1980-х достигло 8—9 тысяч человек, что значительно превышало показатели времён Сомосы.
DGSE как структура и его функционеры обвинялись в криминале и коррупции. Им — в том числе персонально Борхе и Серне — ставилось в вину присвоение имущества репрессированных, использование конфискованных капиталов для создания своих коммерческих структур, участие в колумбийском наркотрафике, контрабанда оружия, формирование преступных группировок для заброски в Коста-Рику.
В целом эксперты высоко оценивали эффективность DGSE как спецслужбы. Отмечалось, что контрас не удалось создать сильного подполья на контролируемой правительством территории, пресекались и попытки внедрения оппозиционеров в госаппарат, особенно в дипломатическое ведомство. Политическая система страны жёстко контролировалась, оппозиция подавлялась и нейтрализовывалась.

## После гражданской войны
Военная активность контрас, крупное наступление на рубеже 1987—1988 годов, сокращение внешней поддержки вынудили правительство СФНО пойти на переговоры с вооружённой оппозицией. По результатам достигнутых договорённостей 25 февраля 1990 года в Никарагуа состоялись свободные выборы. СФНО потерпел поражение, к власти пришла оппозиционная коалиция во главе с новым президентом Виолеттой Барриос де Чаморро. Первое правление СФНО завершилось, гражданская война окончилась.
Уже в 1990 году DGSE был расформирован. Правительство Барриос де Чаморро учредило новую службу безопасности — Директорат оборонной информации — Dirección de Información para la Defensa (DID). Некоторое время Ленин Серна оставался главой DID, но вскоре был отстранён от этой должности, спецслужба реформирована.
Кадры DGSE во главе с Серной в значительной степени остались при прежних функциях и после смены власти (в частности, им приписывается убийство Энрике Бермудеса в 1991). Многие из них были уволены с госслужбы, но приняты в качестве партийных функционеров СФНО. В частности, черты спецслужбы приобрёл аппарат избирательных кампаний СФНО, во главе которого с 1999 стоит Ленин Серна.
Попытки привлечь к ответственности бывших руководителей и функционеров DGSE, предпринимавшиеся при президенте Арнольдо Алемане, не дали результатов. После избрания Даниэля Ортеги президентом Никарагуа в 2006 и переизбрания в 2011 такие вопросы тем более перестали подниматься.